# فلك الجمعاني
فلك سليمان مبارك الجمعاني، عضو مجلس النواب الأردني الرابع عشر والخامس عشر.

## النشأة والتعليم
ولدت فلك الجمعاني في مادبا عام 1945 وفيها نشأت.
حصلت على بكالوريوس طب الأسنان من جامعة دمشق، وماجستير بتخصص تركيب أسنان من جامعة لندن، ودكتوراة طب وجراحة الأسنان من جامعة دمشق. كما تحمل شهادة دبلوم عالي في تشخيص ومعالجة أمراض المفصل الفلكي الصدغي من جامعة لندن.

## الحياة المهنية
بدأت الدكتورة فلك الجمعاني عملها طبيبةً أسنان في القوات المسلحة الأردنية منذ عام 1972. وعيّنت رئيسة قسم الأسنان في مستشفيات القوات المسلحة. أدارت مستشفى ماركا العسكري، وشغلت منصب مديرة طب الأسنان في الخدمات الطبية الملكية، ورئيسة قسم الأسنان في مستشفى الملكة علياء العسكري. حصلت على رتبة لواء في القوات المسلحة الأردنية وكانت أول امرأة أردنية تحمل لقب "باشا". حاضرت في كلية طب الأسنان في الجامعة الأردنية

## العمل البرلماني
فلك الجمعاني أول امرأة تحصل على مقعد في مجلس النواب الأردني الرابع عشر عن محافظة مادبا، وأعيد انتخابها لمقعد المجلس الخامس عشر.
شاركت خلال فترة نيابتها في عدّة لجان دائمة في المجلس منها لجنة الصحة والبيئة، لجنة المرأة وشؤون الأسرة، لجنة فلسطين، لجنة التوجيه الوطني والإعلام، لجنة الرد على خطاب العرش.